# هاري ستيلا
هاري ستيلا (بالإنجليزية: Harry Stella)‏ هو لاعب كرة قدم أمريكية أمريكي، ولد في 24 ديسمبر 1916 في آيوا في الولايات المتحدة، وتوفي في 8 فبراير 1997 في تاكوما في الولايات المتحدة.